# Abderrazak Harb
Abderrezak Harb (ur. 11 marca 1950 w Koubie) – algierski piłkarz grający na pozycji bramkarza. W swojej karierze grał w reprezentacji Algierii.

## Kariera klubowa
Swoją karierę piłkarską Harb rozpoczął w klubie USM Algier. Zadebiutował w nim w 1970 roku i grał w nim do 1974 roku. W 1975 roku przeszedł do JE Tizi Wuzu. W sezonie 1976/1977 sięgnął z nim po dublet - mistrzostwo i Puchar Algierii. W JE Tizi Wuzu grał do 1979. W latach 1979–1981 był piłkarzem DNC Algier. W 1981 roku wrócił do JE Tizi Wuzu. W sezonach 1981/1982 i 1982/1983 wywalczył z nim dwa mistrzostwa Algierii. W 1981 roku zdobył z nim Puchar Mistrzów, a w 1982 roku Superpuchar Afryki. W 1984 roku zakończył w nim swoją karierę.

## Kariera reprezentacyjna
W reprezentacji Algierii Harb zadebiutował w 1976 roku. W 1980 roku powołano go do kadry na Puchar Narodów Afryki 1980. Na tym turnieju był trzecim bramkarzem i nie rozegrał żadnego meczu. Z Algierią wywalczył wicemistrzostwo Afryki. W kadrze narodowej grał do 1979 roku.